# 경제 주부가 나섭시다
《경제 주부가 나섭시다》는 한국방송공사의 KBS 2TV에서 방송되었던 여성 주부생활정보 프로그램이었다. 

## 기획 의도
가정경제의 주역인 주부의 지혜로 최근 경제위기를 이겨나가자는 취지를 삼아 제작한 프로그램이다.